# 특허성
특허성은 발명이 특허로 등록될 수 있는 특성을 지녔을 때, 다시 말해 그것이 적법한 조건을 만족할 때, 특허성을 지녔다고 한다. 넓은 뜻으로 특허성은 특허를 유효하게 유지할 수 있는 실질적인 조건을 말한다.
특허법은 보통 발명이 특허가 되기 위해
- 특허화 가능한 주제여야 하며
- 신규성을 지녀야 하며,
- 발명의 단계여야 한다.
- 그리고 유용성이 있어야 한다.